# Tarambola-dourada-siberiana

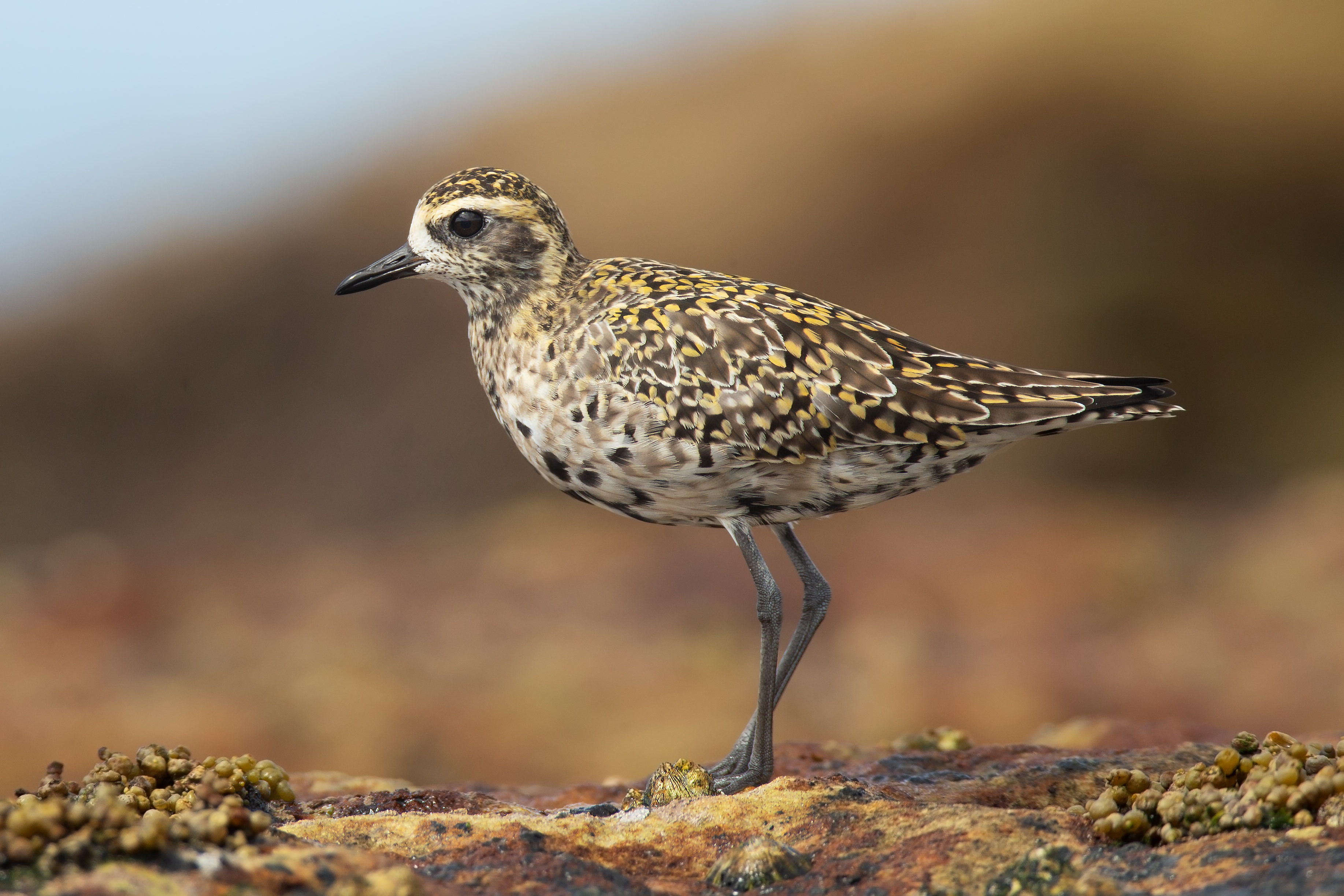
Em transição da plumagem não reprodutora para a plumagem reprodutora

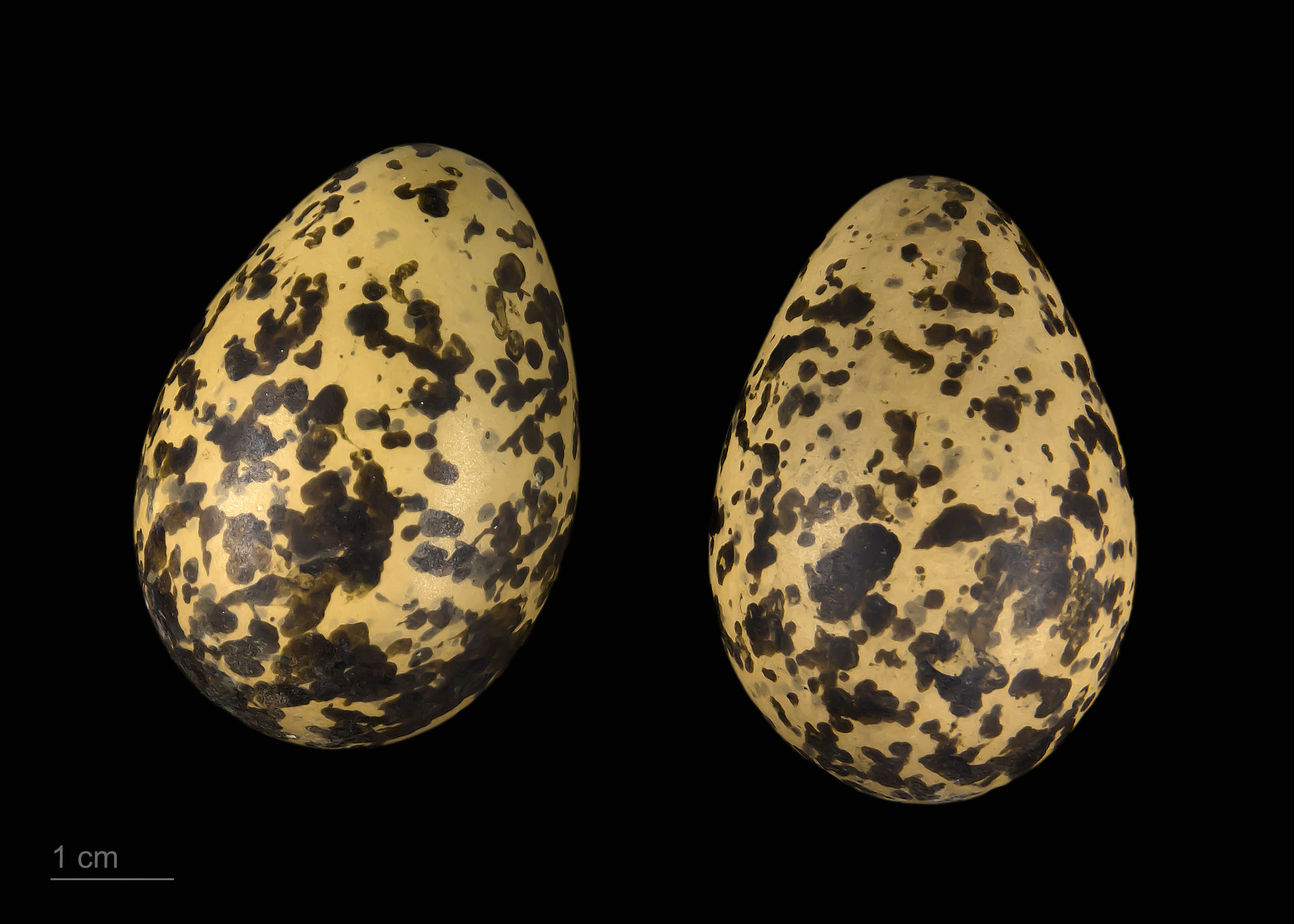
Pluvialis fulva - MHNT

A tarambola-dourada-siberiana (Pluvialis fulva) é ave limícola da ordem dos caradriformes. É parecida com a tarambola-dourada, mas é um pouco mais pequena.
Esta espécie distribui-se pela tundra siberiana e pelo Alasca ocidental. A sua ocorrência na Europa é excepcional.